# TNA Final Resolution
Final Resolution este un eveniment pay-per-view de wrestling organizat de promoția Total Nonstop Action Wrestling în luna ianuarie a fiecărui an, fiind unul din cele mai importante evenimente de acest fel al promoției.